# Hexastylis minor
Hexastylis minor är en piprankeväxtart som först beskrevs av William Willard Ashe, och fick sitt nu gällande namn av Blomq.. Hexastylis minor ingår i släktet Hexastylis och familjen piprankeväxter. Inga underarter finns listade i Catalogue of Life.